# Гандино
Гандино (итал. Gandino) је насеље у Италији у округу Бергамо, региону Ломбардија.
Према процени из 2011. у насељу је живело 5541 становника. Насеље се налази на надморској висини од 530 м.

## Становништво
| 1936. | 1951. | 1961. | 1971. | 1981. | 1991. | 2001. | 2011. |
| ----- | ----- | ----- | ----- | ----- | ----- | ----- | ----- |
| 4.882 | 5.167 | 5.334 | 5.510 | 5.724 | 5.769 | 5.649 | 5.576 |